# Salweenia wardii
Salweenia wardii är en ärtväxtart som beskrevs av Baker f.. Salweenia wardii ingår i släktet Salweenia och familjen ärtväxter. Inga underarter finns listade i Catalogue of Life.